# Stenasellus foresti
Stenasellus foresti is een pissebed uit de familie Stenasellidae. De wetenschappelijke naam van de soort is voor het eerst geldig gepubliceerd in 2002 door Guy Magniez.